# Robert Brout
Pour les articles homonymes, voir Brout.
Robert Brout, né le 14 juin 1928 à New York et mort le 3 mai 2011 à Linkebeek (au sud de Bruxelles), est un physicien belge d'origine juive américaine, à qui l'on doit d'importantes contributions en physique des particules ainsi qu'en cosmologie. Il obtient son doctorat à l'Université Columbia en 1953. Il effectue la plupart de sa carrière à l'Université libre de Bruxelles (ULB), dont il est professeur émérite au moment de son décès.

## Principales réalisations
Robert Brout a, avec François Englert, proposé l'existence d'un mécanisme plus tard appelé mécanisme de Brout-Englert-Higgs pour expliquer la masse des particules élémentaires. Un tel mécanisme fut proposé simultanément par Peter Higgs ainsi que la particule à l'origine du mécanisme, le boson de Higgs.
Robert Brout est également associé au modèle d'inflation cosmique, qu'il a proposé en collaboration avec François Englert et Edgard Gunzig en 1978.

## Distinctions

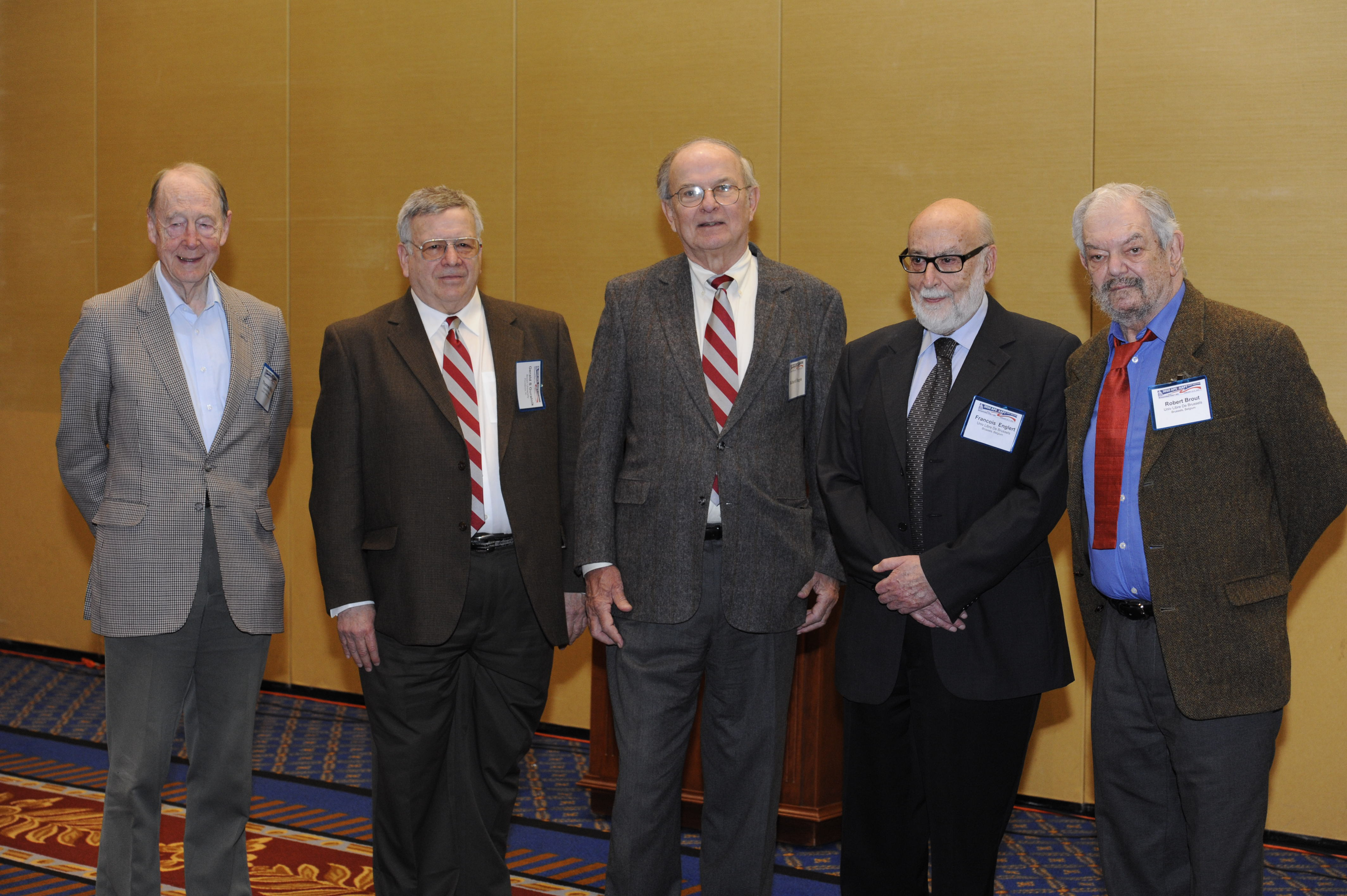
Robert Brout (à droite) lors de la remise des prix Sakurai en février 2010

Pour ses travaux en physique des particules, et en particulier la proposition du mécanisme de brisure de symétrie dit de Brout-Englert-Higgs qui permet d’expliquer pourquoi certains bosons de jauge ont une masse. Robert Brout a été récompensé, aux côtés de François Englert et Peter Higgs, par le Particle Prize de la European Physical Society en 1997 ainsi que par le Prix Wolf de physique en 2004, et conjointement avec François Englert, Peter Higgs, Gerald Guralnik, Carl Richard Hagen et Thomas Kibble, par le prix Sakurai en 2010, décerné par la Société américaine de physique.
Antérieurement, son article de 1978 avec François Englert et Edgard Gunzig avait été primé, sous une forme légèrement modifiée, par la Gravity Research Foundation (en), qui récompense annuellement les meilleurs essais sur un sujet touchant à la gravitation. Il avait été également lauréat (en quatrième position) du même prix en 1963 pour un essai avec François Englert sur l'hypothèse selon laquelle la masse des objets serait générée par le champ gravitationnel lui-même, dans le contexte de la relativité générale.
Au contraire de François Englert et Peter Higgs, qui ont reçu le Prix Nobel de physique en 2013 pour leur découverte, Robert Brout n'a pu le recevoir, celui-ci ne pouvant pas être donné à titre posthume.